# Vernio
Vernio és un comune (municipi) de la província de Prato a la regió italiana de la Toscana, situat a uns 30 km al nord-oest de Florència i uns 20 km al nord de Prato.
Vaiano limita amb els següents municipis: Barberino di Mugello, Camugnano, Cantagallo i Castiglione dei Pepoli.

## Història
El nom de Vernio deriva del d'un campament d'hivern (castra hiberna) situat aquí. Hi havia un pont romà a la zona, però va ser destruït durant la Segona Guerra Mundial.
Al segle XII va passar de l'Imperi Carolingi als comtes Alberti de Prato, que hi van viure després del 1107. Al segle XIII va passar a la família Bardi, com a seu d'un comtat que va romandre independent fins al 1798, quan va ser abolit per Napoleó. Després del Congrés de Viena va ser annexat al Gran Ducat de Toscana.
El 7 de juny de 1944, un bombarder nord-americà B-25J Mitchell va ser abatut pel foc antiaeri alemany sobre els turons de Vernio. Amb quatre bombes de 1.000 lliures a bord, l'avió va esclatar i es va estavellar al bosc de Carbonale, a Poggiole. Sis dels set homes a bord van morir. L'únic supervivent va sortir amb paracaigudes de l'avió i es va amagar a les muntanyes abans de tornar a les línies aliades a Florència tres mesos després. La tripulació caiguda va ser enterrada al cementiri de Montepiano poc després de l'accident, sent el seu darrer lloc de descans a Fort Sam Houston (Texas), als EUA.
A l'hivern de 2013, es va trobar l'etiqueta militar del pilot al bosc i es va portar al museu local. El museu acull una exposició del B-25J Mitchell que consta de parts de l'avió trobades mitjançant la detecció de metalls i també donades pels habitants locals. El museu va construir un monument al lloc de l'accident i es va inaugurar a l'acte commemoratiu del 70è aniversari el 7 de juny de 2014.

## Festivitats
- Carnevalino (Carnaval) a Sant'Ippolito: dissabte posterior a Dimecres de cendra.[1]
- Festa della polenta (festa de la polenta) a San Quirico: el primer diumenge de Quaresma.[2]
- Fiera di San Giuseppe a San Quirico: el 19 de març o la setmana posterior[3]
- Montepiano Country: juliol
- Madonna delle Neve a Sasseta: 5 d'agost
- Rificolona a Montepiano: agost